# Frankie Bridge
Francesca "Frankie" Bridge, nacida Sandford (Londres, Inglaterra, 14 de enero de 1989), es una cantante y actriz británica. Fue miembro de la banda The Saturdays. Previamente, formó parte también de la banda S Club 8, con la cual protagonizó una serie de televisión llamada "I Dream".

## Carrera
Frankie empezó su carrera en el año 2001 en el grupo pop S Club Juniors, que fue luego, a partir de abril de 2003, renombrado como S Club 8, tras la separación de S Club 7, y más tarde, como I Dream, debido al nombre de su serie de TV, filmada en España. Se trató de un spin-off del grupo S Club 7. Antes de unirse a S Club 8, Frankie también apareció en el programa "SMTV Live" como animadora. La banda se separó en 2005.
Para el año 2008, Frankie se une a la girlband The Saturdays, compuesta además por su excompañera miembro de S Club 8 Rochelle Humes, Una Foden, Vanessa White y Mollie King. Hasta el momento, la banda ha logrado seis sencillos y dos álbumes Top 10 en las listas británicas, así como ha grabado el sencillo oficial de fin caritativo organizado por Comic Relief. Su primer álbum, "Chasing Lights", ha sido certificado de platino.  En noviembre de 2008, junto con sus demás compañeras de The Saturdays, participaron en el spin-off de "Hollyoaks" del canal Channel 4, "Hollyoaks Later". También cantaron la canción "Issues" en la ficción de 10 minutos de la BBC "Myths", en enero de 2009, en el episodio "A syren's call". Sandford ha sido clasificada #17 en la edición 2009 de las mujeres más sexies del mundo, de la revista FHM. Para la edición 2010, alcanzó el puesto #4.
Frankie aparece como cantante invitada en el segundo álbum de la boyband Kids In Glass Houses, llamado "Dirt", en la canción "Undercover Lover".

## Vida personal
Frankie, en los años que corrieron entre S Club 8 y The Saturdays (2005-2007), trabajó en un bar y tuvo un trabajo sabatino como vendedora en las tiendas "All Saints" y "House of Fraser" en Londres.
Fue novia del bajista del grupo McFly Dougie Poynter, con quien se separaron en dos ocasiones, la última fue en noviembre del 2010, en la cual él estuvo un tiempo en rehabilitación, debido a problemas de depresión. Más tarde empezó a salir con el futbolista profesional Wayne Bridge. Se casaron en 2014 y tienen dos hijos llamados Parker y Carter.

## Premios
| Disney Channel Kids Awards                 |
| Artista Revelación (S Club Juniors)        |
| Lista Popjustice Readers Poll              |
| 5 Mejor Sencillo (Up)                      |
| 3 Mejor Álbum (Chasing Lights)             |
| Mejor Portada de Álbum (Chasing Lights)    |
| 2 Mejor Corte de Pelo                      |
| 2 Mejor Coreografía (Videoclip de Up)      |
| 2 Mejor Artista Revelación (The Saturdays) |
| 2 Más Probable Separación (The Saturdays)  |

## Participaciones en TV
| Actuación                      | Actuación                                                            | Actuación                                                            | Actuación                            |
| Año                            | Programa                                                             | Rol                                                                  | Notas                                |
| ------------------------------ | -------------------------------------------------------------------- | -------------------------------------------------------------------- | ------------------------------------ |
| 2009                           | "Myths"                                                              | Syren                                                                |                                      |
| 2004                           | "I Dream"                                                            | Frankie                                                              |                                      |
| 2002                           | "Viva S Club"                                                        | Fan                                                                  |                                      |
| 2002                           | "S Club Juniors Summer Special"                                      | Frankie                                                              |                                      |
| Invitaciones y Realities       |                                                                      |                                                                      |                                      |
| 2008                           | "Never Mind the Buzzcocks"                                           | "Never Mind the Buzzcocks"                                           | Serie 22, Episodio 2                 |
| 2002                           | "S Club Juniors: The Story"                                          | "S Club Juniors: The Story"                                          | Reality                              |
| 2001                           | "S Club Search"                                                      | "S Club Search"                                                      | Reality                              |
| Performances con The Saturdays |                                                                      |                                                                      |                                      |
| 2010                           | "Impulse Into Glamour Presents: A Diary of the Saturdays T4 Special" | "Impulse Into Glamour Presents: A Diary of the Saturdays T4 Special" |                                      |
| 2010                           | "The Alan Titchmarsh Show"                                           | "The Alan Titchmarsh Show"                                           | 11 de enero                          |
| 2009                           | "The Xtra Factor"                                                    | "The Xtra Factor"                                                    |                                      |
| 2009                           | "The Alan Titchmarsh Show"                                           | "The Alan Titchmarsh Show"                                           | Varias apariciones con The Saturdays |
| 2009                           | "T4"                                                                 | "T4"                                                                 | Varias apariciones con The Saturdays |
| 2009                           | "This Morning"                                                       | "This Morning"                                                       | Varias apariciones con The Saturdays |
| 2009                           | "Ant & Dec's Saturday Night Takeaway"                                | "Ant & Dec's Saturday Night Takeaway"                                |                                      |
| 2009                           | "Something for the Weekend"                                          | "Something for the Weekend"                                          |                                      |
| 2008-2009                      | "Loose Women"                                                        | "Loose Women"                                                        | Dos apariciones con The Saturdays    |
| 2008                           | "Hollyoaks Later"                                                    | "Hollyoaks Later"                                                    | Serie 1, Episodio 3                  |
| 2008                           | "Blue Peter"                                                         | "Blue Peter"                                                         | Varias apariciones con The Saturdays |
| 2008                           | "TMi"                                                                | "TMi"                                                                |                                      |
| 2008-2009                      | "GMTV"                                                               | "GMTV"                                                               | Varias apariciones con The Saturdays |
| 2008                           | "Big Brother's Little Brother"                                       | "Big Brother's Little Brother"                                       |                                      |
| 2008                           | "Nickelodeon's Kids Choice Awards 2008"                              | "Nickelodeon's Kids Choice Awards 2008"                              |                                      |
| Performances con S Club 8      |                                                                      |                                                                      |                                      |
| 2004                           | "Smile"                                                              | "Smile"                                                              |                                      |
| 2004                           | "Ministry of Mayhem"                                                 | "Ministry of Mayhem"                                                 |                                      |
| 2004                           | "Top of the Pops Saturday"                                           | "Top of the Pops Saturday"                                           | Una aparición con S Club 8           |
| 2002-2003                      | "Top of the Pops"                                                    | "Top of the Pops"                                                    | Cinco apariciones con S Club Juniors |
| 2002                           | "Smash Hits Poll Winners Party 2002"                                 | "Smash Hits Poll Winners Party 2002"                                 | Con S Club Juniors                   |